# Udaberri Dantza Taldea
El grupo de danza Udaberri (originalmente grupo de danza Udaberria ) fue fundado en 1957 en Tolosa, Guipúzcoa (España).  Los sacerdotes sacramentinos Xalbador Garmendia y Félix Galdona fueron los fundadores, junto con los niños de los barrios cercanos a la iglesia Sacramentino, al principio sólo varones. 

## Historia

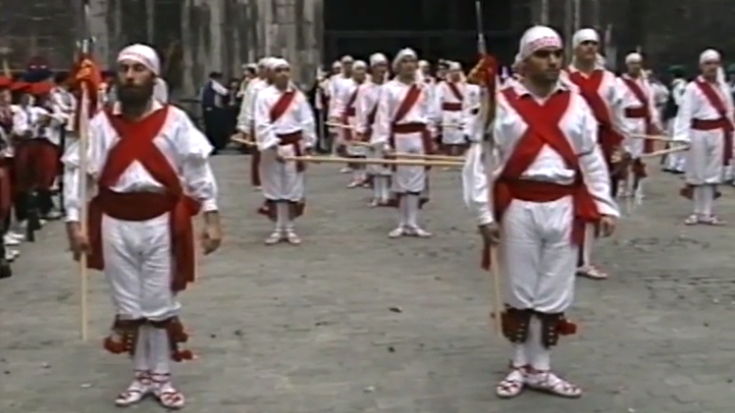
Baile de la Bordon Dantza en la plaza de Santa María de Tolosa.

Juanjo Mendizábal y José Ramón Yarza del grupo de danza Aritz de los Korazonistas de Tolosa fueron los primeros profesores de danza, y Ramón Urruzola y Juan Inazio Elosegi, los primeros txistularis. Unos años más tarde, los curas abandonaron Tolosa y los txistularis se hicieron cargo del grupo, cambiando el lugar de ensayo de Sacramentinos a Oargi y luego a la fábrica de gorras Elosegi . Luego hubo más profesores: Alfonso Gandiaga e Iñaki Gordejuela del grupo Goizaldi, Elkano y Gastesi del grupo Oinkari ... En 1963 se incorporan al grupo las chicas que bailaban en los Korazonistas, y su director, José Ramón Arteta, toma cargo del grupo. En 1966 se formó el grupo infantil bajo la dirección del txistulari José Ramón Garikano. En 1970 Udaberri tuvo 25 espectáculos en Guipúzcoa, Álava y Navarra y grabó un programa para TVE . En 1971, a la vuelta de la actuación en Estella, el autobús que transportaba al grupo sufrió un accidente, hiriendo a varias personas. Ese mismo año el Ayuntamiento cede al grupo un local en la calle San Joan. En 1976, el grupo casi desaparece, porque queda poca gente, manteniéndose únicamente la bordon dantza y el Preludio el día de San Juan. En 1979 el grupo fue "revivido" con los bailarines restantes y otros miembros del grupo de danza Harkaitz . El primer cometido fue renovar la Bordon Dantza, tras un estudio ese año presentando nuevos vestuarios y coreografías, que se ha mantenido hasta la actualidad. En los años siguientes investigaron otras danzas, las danzas de San Juan  de Berástegui y El ingurutxo de Bedayo, entre otras.
Además de los ensayos y actuaciones, los cursos de baile para niños y adultos han sido otro de los pilares del grupo Udaberri, mostrando la danza a multitud de personas de Tolosa y pueblos de alrededor, creándose en algunos de ellos nuevos grupos de danza. En el caso de los niños, los alumnos de estos cursos participan en Dantzari Txikis .
En 1982 organizó varios actos con motivo del 25 aniversario: mesa redonda, revista, fiesta especial, almuerzo... Con motivo del 40 aniversario, en 1997, se inauguró la nueva sede en la calle Igaralde y se organizó la Semana Cultural: conferencias, mesas redondas, actuaciones especiales, exposición de fotografías y disfraces, almuerzo... En 2007, cuando cumplió 50 años, organizó una Amplia programación durante todo el año: exposiciones, Dantzari Txikia, romería, desfile y almuerzo para todas las generaciones, desfile de danzas, cena de verso, actuaciones de otros grupos, concierto, actuación especial... En 2017, en el sexagésimo aniversario se completó el documental de Aulkien Kulunka, con declaraciones de varias generaciones de integrantes del grupo, y se creó un espectáculo especial de danza 'Gogoan', que luego fue transmitido por el programa Oholtzan de ETB .
A lo largo de su historia, el grupo ha aprendido e interpretado bailes de los siete provincias del País Vasco, principalmente de Guipúzcoa y Navarra.
El grupo de danza Udaberri tiene un especial protagonismo en las fiestas de San Juan. Ofrece espectáculos de danza en la fogata de la víspera junto con los coros locales. Y el día de San Juan es el encargado de ofrecer el baile de la Bordon Dantza y el aurresku.. En los días previos a estas fiestas también ha participado en los festivales especiales que desde hace varios años se celebran en la Plaza Euskal Herria, junto a la Banda de Música de Tolosa, la Banda Municipal de Músicos, los coros locales, grupos de teatro y muchos otros músicos.

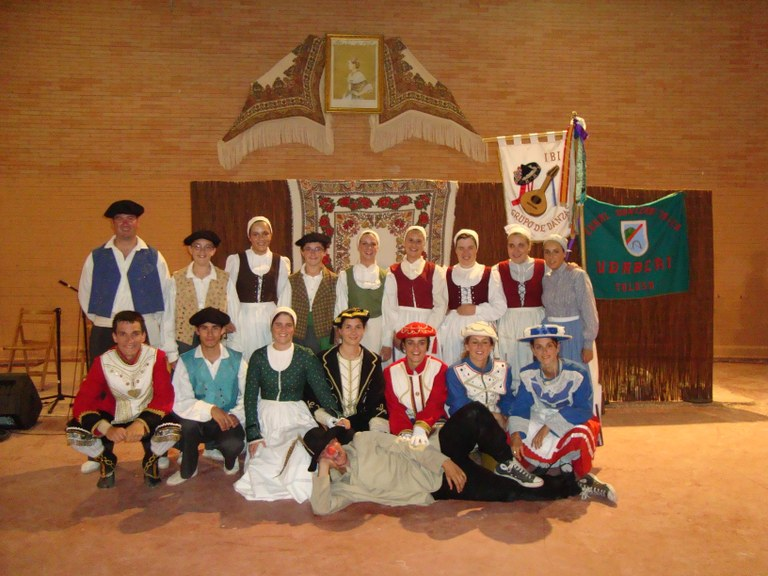
Ibi (Alicante) 2009

También ha participado en carnavales lanzando diversas carrozas y comparsas, muchas de ellas relacionadas con danzas vascas. La víspera de Zaldunita organiza el desfile del carnaval vasco.

## Integrantes
En 2024, estos son los integrantes de Udaberri Dantza Taldea:
- Mirari Altuna
- Itsaso Andueza
- Oihana Andueza
- Irati Aramendia
- Xabi Artola
- Iosu Artutxa
- Maialen Ayerza
- Beñat Azaldegi
- Leire Bengoetxea
- Idoia Besada
- Iker Dorronsoro
- Uxue Dorronsoro
- Julen Duhau
- Mario Estanga
- Irati Estarbe
- Olaia Etxeberria
- Beñat Etxeberria
- Oier Gastesi
- Mireia Gonzalez
- Maialen Indakoetxea
- Iñigo Irurzun
- Nere Jauregi
- Irati Jauregi
- Josu Lizarralde
- Oinatz Martinez
- Miren Nazabal
- Xanti Nazabal
- Urko Odriozola
- Iñaki Odriozola
- Jon Olaetxea
- Pau Ortiz
- Malen Otaegi
- Iraia Otxoa
- Irene Plazaola
- Ibai Romero
- Libe Urdapilleta
- Beñat Urruzola
- Elene Vidaurre
- Maddi Zubeldia

## Espectáculos especiales
- 1969. Euskal Show

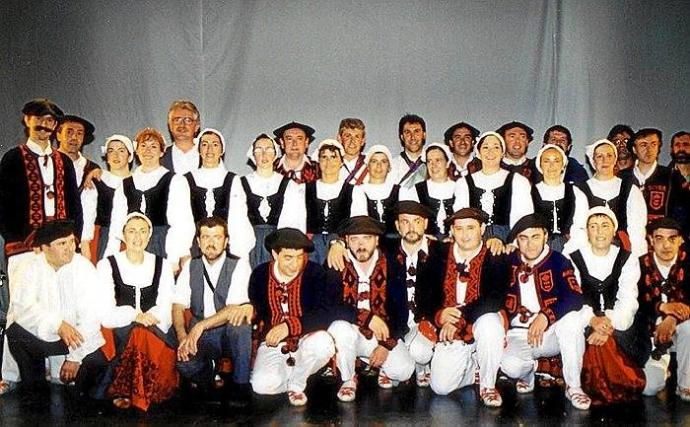
La generación que bailó en Larraín en el 40 aniversario.

- 1982. El festival del 25 aniversario
- 1992 y 1993. Xirulikan
- 1997. El festival del 40 aniversario
- 2000. Iruditan
- 2007. El festival del 50 aniversario
- 2010. Romería ( con el grupo Andra Mari de Galdakao ).
- 2017 'Gogoan' festival de 60 aniversario
- 2020 Gaur txantxo naiz

## Viajes
Además de ofrecer sus actuaciones en numerosos pueblos del País Vasco, el grupo de danza Udaberri también ha actuado en otros lugares de España y en el extranjero. Entre sus actuaciones se cuentan Jaca (1983), Salamanca (1983), Gijón (1984), Tarragona (1984), Valladolid (1989), Santiago de Compostela (2001), Lugo (2003), Cataluña (2006), Valladolid (2010). ), Mallorca (2023)…
Y entre las actuaciones en el extranjero: Holanda (1974), Bretaña (1981 y 1982), República Democrática Alemana (1984), Irlanda (1987), Austria - Checoslovaquia (1988), Occitania (1991), Hungría (1992), Suiza (1992), Bélgica (1994), Italia (1995), Normandía (1996), Occitania (1998), Bélgica (2008), Hungría (2013), Portugal (2014), Italia (2015), Estados Unidos (2022).